# Ventura Ledesma Abrantes
Ventura Ledesma Abrantes (Olivença, 13 de maio de 1883 — Estoril, 12 de junho de 1956) foi um líder nacionalista português, fundador do grupo irredentista Amigos de Olivença.
Neto de uma portuguesa de Ponte de Sor e de um espanhol de Badajoz, fixados em Olivença, Ventura Abrantes nasceu no seio de uma família oliventina pró-portuguesa. A família acabou por decidir fixar-se em Portugal, segundo os seus biógrafos por ser mal vista pelas autoridades espanholas.
Em Portugal, Ventura Abrantes estabeleceu-se como livreiro, representando o país nas exposições livreiras de Sevilha, Barcelona e Florença.
Em 1938 fundou uma organização que daria origem, em 1945, ao Grupo dos Amigos de Olivença. Um de seus feitos mais notáveis na Questão de Olivença foi ter convencido o ministro da Justiça português, Manuel Gonçalves Cavaleiro de Ferreira, a conceder automaticamente a nacionalidade portuguesa a todos os oliventinos que o solicitassem.
O seu livro O Património da Sereníssima Casa de Bragança em Olivença, publicado em Lisboa por Álvaro Pinto em 1954, continua a ser um dos livros mais importantes sobre a história da Olivença portuguesa.

## Algumas obras
- Saudades da Terra das Oliveira (1932)
- Olivença a Gloriosa (1933)
- De Olivença a Marvão (1934)
- A Santa Casa da Misericórdia da Vila de Olivença (1940)
- A Não Esquecida (1943)
- A Noite do Menino nas Terras de D. João II (1943)
- A Defesa da Porta do Calvário da Vila de Olivença (1944)
- Olivença, a Sombra da Saudade (1949)
- Anais da Velha Vila de Olivença (1951)
- Crónica Histórica e Bibliográfica da Vila de Olivença (1946)
- O Património da Sereníssima Casa de Bragança em Olivença (1954)[6]